# Monster Island
Monster Island es una película de monstruos de ciencia ficción para televisión de 2019 producida por The Asylum. Siguiendo con la tendencia de The Asylum de realizar mockbusters, se estrenó el mismo año que la película de monstruos de 2019 Godzilla: King of the Monsters.
Monster Island se estrenó por primera vez el 1 de junio de 2019 en el canal Syfy, exactamente un día después de Godzilla: King of the Monsters .

## Sinopsis
Un equipo de geólogos colabora con la Guardia Costera de Nueva Zelanda en la lucha contra dos kaiju batallando entre sí: una estrella de mar gigante apodada Tengu, que genera descendencia con forma de dragón; y Walking Mountain, con forma de golem.

## Reparto
- Eric Roberts como el general Horne
- Toshi Toda como el teniente Maxwell
- Adrian Bouchet como Billy Ford
- Natalie Robbie como Sarah Murray
- Chris Fisher como Riley James
- Jonathan Pienaar como Capitán Mato
- Margot Wood como Rena Hangaroa
- Meghan Oberholzer como Susan Meyerhold
- Ryan Kruger como navegante Thompson
- Lindsay Sullivan como Capitán Hansen

## Producción
Monster Island se filmó en Ciudad del Cabo, Sudáfrica; Los Ángeles, California; y Nueva Zelanda.

## Estreno
Monster Island se emitió dos veces en su estreno televisivo el 1 de junio de 2019. Exactamente doce días después, se lanzó en DVD el 13 de junio. Tres meses después, Monster Island estuvo disponible en SVOD el 13 de septiembre.